# اوژ (آردن)
اوژ (به فرانسوی: Auge) یک کمون در فرانسه است که در canton of Signy-le-Petit واقع شده‌است. اوژ ۴٫۵ کیلومتر مربع مساحت دارد ۲۵۰ متر بالاتر از سطح دریا واقع شده‌است.